# Ola Brown

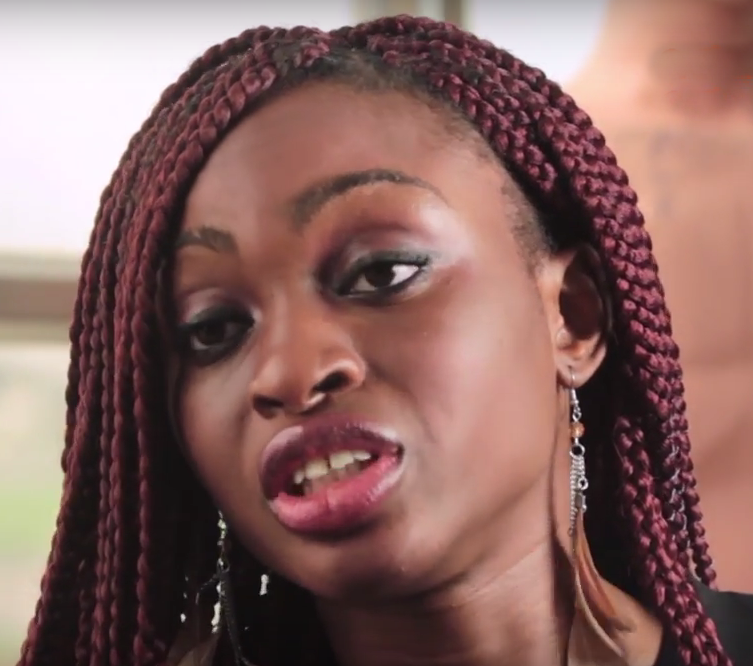
Ola Brown (2012)

Olamide Brown (* 1986 in London, geborene Orekunrin) ist eine britisch-nigerianische Ärztin und die Geschäftsführerin von Flying Doctors Nigeria (deutsch: fliegende Mediziner Nigeria), einer Wohltätigkeitsorganisation mit Sitz in Lagos, Nigeria.

## Leben
Olamide – genannt Ola – Brown wurde 1986 in London, England, geboren und wuchs zusammen mit ihrer Schwester unter der Obhut von Pflegeeltern in Lowestoft auf. Ihr Vorname Ola bedeutet in Yoruba „Reichtum“. Im Alter von 21 Jahren machte sie ihren Abschluss an der University of York und wurde damit eine der jüngsten Ärztinnen in Großbritannien.
Nach ihrem Abschluss arbeitete sie zehn Jahre lang für den dortigen National Health Service, bevor sie 2008 ein japanisches MEXT-Stipendium erhielt, das es ihr ermöglichte, ihr Studium in Tokio fortzusetzen. Dort führte sie am Jikei University Hospital klinische Forschungen im Bereich der regenerativen Medizin durch. 
Brown ist Mitglied der American Academy of Esthetic Surgeons und der British Medical Association. Sie wurde 2013 vom World Economic Forum als eine der weltweit führenden jungen Führungskräfte eingestuft.
Ola Brown ist mit David Brown verheiratet.

## Flying Doctors Nigeria Ltd.
Nachdem ihre Schwester während eines Urlaubs bei Verwandten in Nigeria schwer erkrankte und aufgrund fehlender Transportmöglichkeit nicht rechtzeitig zu einer geeigneten medizinische Einrichtung im Land transportiert werden konnte, begann sich Ola Brown mit Evakuierungsmodellen und Luftrettungsdiensten in anderen Entwicklungsländern zu beschäftigen. Anlässlich des Todes ihrer Schwester startete die junge Ärztin mit einer Spezialausbildung in Flugmedizin in Lagos den ersten medizinischen Notdienst aus der Luft. Kurz darauf gründete sie im Jahr 2007 die Organisation „Flying Doctors Nigeria Ltd“, um die Probleme mit medizinischen Notdiensten in Nigeria zu lindern.